# Le Meix-Tiercelin
Le Meix-Tiercelin  là một xã thuộc tỉnh Marne trong vùng Grand Est đông nam nước Pháp. Xã này nằm ở khu vực có độ cao trung bình 131 mét trên mực nước biển.